# Капаев, Суюн Имамалиевич
Капаев, Суюн Имамалиевич (1927—2001) — ногайский писатель и поэт. Народный писатель Карачаево-Черкесии, заслуженный работник культуры Дагестана.  Кавалер Ордена Дружбы (1997).

## Биография
Суюн Капаев родился в ауле Эркин-Юрт (ныне Ногайский район Карачаево-Черкесии) в 1927 году. В 1957 году окончил пединститут в Ставрополе. Был редактором газеты «Ленин йолы», а затем работал в ногайском отделении Карачаево-Черкесского книжного издательства. Его сын, И. С. Капаев также стал известным писателем.

## Творчество
Капаев начал печататься в 1950-х годах. Его перу принадлежат сборники стихов и прозы «Переправа», «Степь проснулась», «Горный родник», «Тёплый ветер», «Конец старого дома», «В ауле Акшокырак», «Тайны моего сердца», «Голос веков» и другие. Историческая тематика нашла отражение в книгах Капаева «Бекболат», «Полноводная Тазасу», «Полынь», «Очаг». Гуманистические идеи, осмысление прошлого и настоящего присутствуют в его более поздних (1970-е — 1990-е) произведениях: «Тепло земли», «Созвездие Плеяды», «Старики Казкулака», «Ногайский дом».